# 槇峰駅
槇峰駅（まきみねえき）は、宮崎県西臼杵郡日之影町大字七折にあった高千穂鉄道高千穂線の駅（廃駅）である。

## 歴史
- 1939年（昭和14年）10月11日：国有鉄道日ノ影線の駅として開業[1]。
- 1972年（昭和47年）7月22日：貨物および荷物の取扱を廃止[2]。無人駅となる[3]。
- 1987年（昭和62年）4月1日：国鉄分割民営化により九州旅客鉄道（JR九州）の駅となる[1]。
- 1989年（平成元年）4月28日：第三セクター転換により高千穂鉄道の駅となる[4]。
- 1995年（平成7年）12月：電子閉塞導入と同時に、交換設備を設ける（再設置）。
- 2005年（平成17年）9月6日：台風14号による被害で高千穂線が全線運休となる。
- 2007年（平成19年）9月6日：高千穂線延岡 - 当駅間廃止。
- 2008年（平成20年）12月28日：高千穂線当駅 - 高千穂間廃止により廃駅。

## 駅構造
島式ホーム1面2線の地上駅である。当駅は駅舎を併設する無人駅であった。
かつては駅舎に面した所にホームがあったほか、交換設備や側線を持つ構造だったが、槇峰鉱山の閉山後は棒線化された。その後、1995年（平成7年）に電子閉塞化された際に交換設備の再設置が行われた。2007年（平成19年）の部分廃止後は名目上高千穂線の終端駅となっていたが、運行再開がないまま翌年に残存区間も廃線となった。

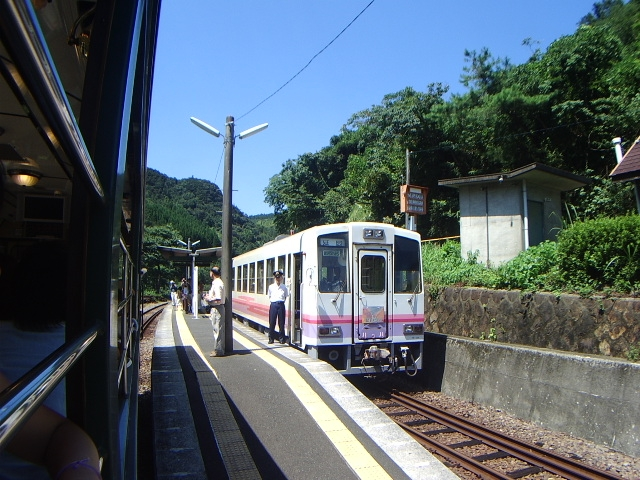
営業当時のホームの様子（列車内から）
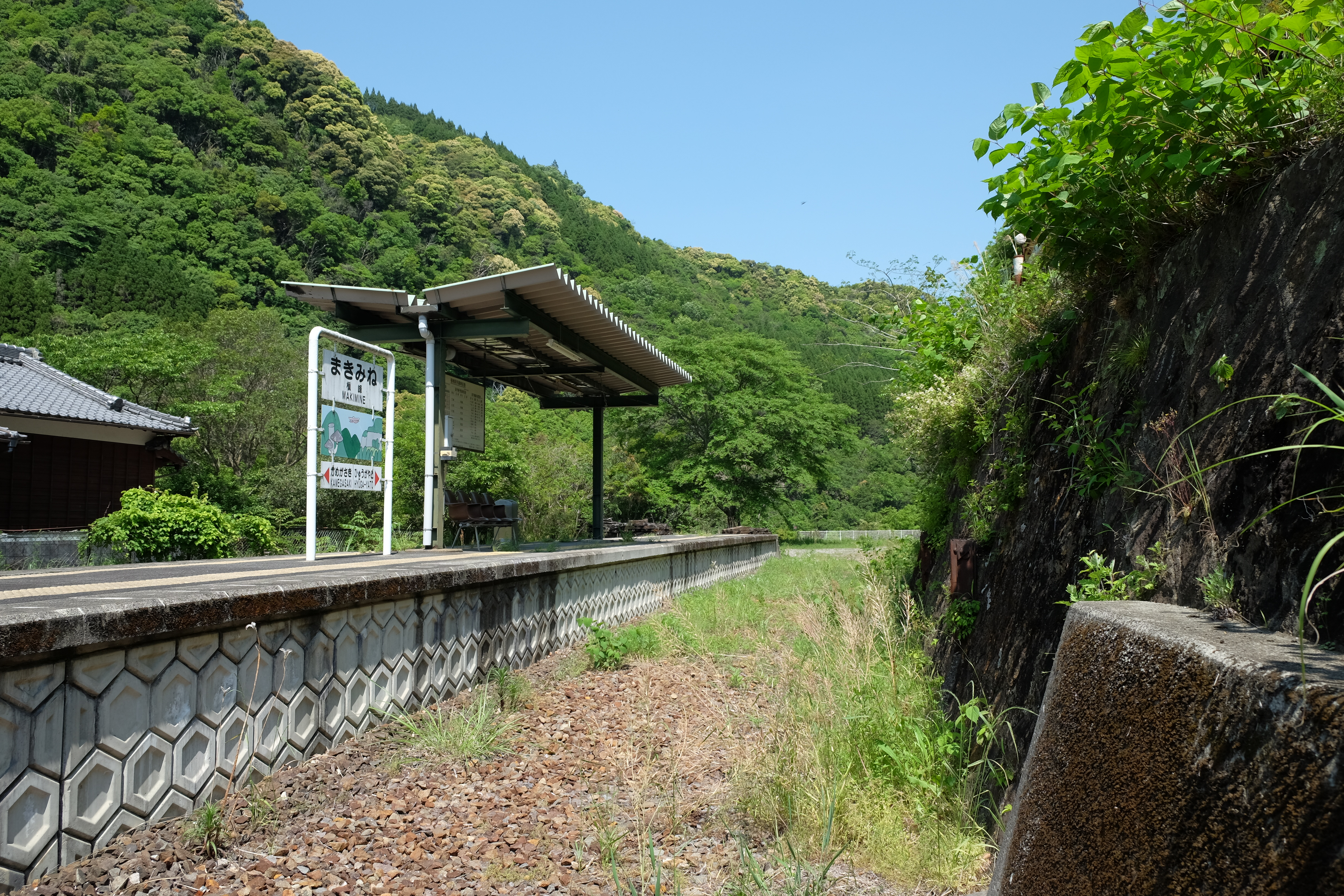
ホーム跡（2014年5月）

## 利用状況
1日平均乗車人員は59人であった。（2003年度）

## 駅周辺
- 国道218号
- 宮崎県道214号上祝子綱の瀬線
- 宮崎県道237号北方高千穂線 - 駅前を通る宮崎県道。
- 宮崎交通「槙峰」停留所
- 槇峰大橋[4]
- 旧綱ノ瀬橋梁[5][6]
- 五ヶ瀬川
- 綱の瀬川

## 隣の駅
高千穂鉄道
■高千穂線
亀ヶ崎駅 - 槇峰駅 - 日向八戸駅